# Rachid Yazami
 (septembre 2021).
Si vous disposez d'ouvrages ou d'articles de référence ou si vous connaissez des sites web de qualité traitant du thème abordé ici, merci de compléter l'article en donnant les références utiles à sa vérifiabilité et en les liant à la section « Notes et références ».
Rachid Yazami est un physico-chimiste marocain et l'inventeur de l'anode graphite pour les batteries lithium-ion. En 2014, il remporte le prix Charles-Stark-Draper de l'Académie nationale américaine d’ingénierie. 

## Biographie
Rachid Yazami est né le 16 avril 1953 à Fès, est un physicien et électrochimiste marocain travaillant principalement dans le domaine des batteries au lithium et au fluor. Il est l'inventeur en 1980 de l'anode en graphite utilisée dans plus de 95 % des batteries rechargeables au lithium-ion. Il est aussi l'inventeur en 2006 de la batterie à « ion fluorure » (fluoride ion battery, « FIB »). Rachid Yazami compte plus de 250 publications scientifiques et technologiques ainsi que plus de 150 brevets d'invention.

## Carrière et travaux sur les batteries
Il prépare une thèse de doctorat[Où ?] entre 1979 et 1985, durant laquelle il fait de nombreuses découvertes capitales pour le développement de batteries rechargeables. En 1979 et 1980, il met au point l’anode en graphite, aujourd'hui utilisée dans la plupart des produits électroniques. En 1981, il développe des cathodes en oxyde et fluorure de graphite, utilisées dans les batteries au lithium. En 1983, il met au point un composé de chlorure métallique pour l'intercalation du graphite, qui est un matériau utilisé dans les batteries au lithium rechargeables. Il termine son doctorat en étudiant les matériaux magnétiques à deux dimensions. 
Il intègre ensuite le CNRS où il devient directeur de recherches. Il visitera plusieurs universités aux États-Unis, au Japon ou encore à Singapour, au cours de sa carrière. Parallèlement à son poste de directeur de recherches au CNRS, il travaille en tant que chercheur associé au California Institute of Technology entre 2000 et 2010, où il expérimente l'utilisation de matériaux innovants au sein des électrodes de batteries comme les nanotubes de carbone, le nano silicium ou encore le nano germanium. En 2007, il crée une entreprise[Laquelle ?] visant à développer des produits commerciaux à partir de ses nombreuses découvertes et brevets, notamment des batteries au fluor. En 2011, il crée de nouveau une entreprise à Singapour, « KVI PTE LTD », qui conçoit des équipements technologiques pour la recherche et développement sur les batteries innovantes. 
Il développe un théorème expérimental appelé le « théorème des batteries de Yazami » qui s'applique aux batteries rechargeables fermées. Ce théorème postule que deux états de charge distincts de la batterie, x1 et x2, ne peuvent avoir les mêmes entropies et enthalpies. Autrement dit, si ∆S(x1)=∆S(x2) et ∆H(x1)=∆H(x2), alors x1=x2. En découle l’équation plus générale que Yazami développe concernant l’état de charge des batteries rechargeables. L’état de charge (state of charge, SOC) est une fonction linéaire de l’entropie et l’enthalpie : SOC=α+β∆S+γ∆H ou α, β et γ sont des coefficients qui dépendent des propriétés de la cellule de batterie en question.